# Karel II van Engeland
Karel II (Engels: Charles II) (St. James's Palace (Londen), 29 mei 1630 — Palace of Whitehall (Londen), 6 februari 1685) was koning van Engeland, Schotland en Ierland van 1660 tot 1685. Hij was de tweede zoon van koning Karel I en koningin Henriëtta Maria, een zuster van koning Lodewijk XIII van Frankrijk.

## Jeugd
Karel, zijn broer Jacobus en Lord Buckingham werden samen opgevoed. Een van Karels mentors was William Cavendish, later hertog van Newcastle. De prins van Wales zou geen domme leerling zijn geweest, maar wel lui. De klassieke talen en Frans beheerste hij goed; later zou hij zichzelf Spaans bijbrengen. De vader van Karel II werd onthoofd op 30 januari 1649 na de Engelse Burgeroorlog.
Karel II had als knaap meegevochten in de slag bij Edgehill. Toen zijn vader een alternatieve regering in Oxford had geïnstalleerd, werd de jonge prins weggestuurd onder de hoede van Edward Hyde, de latere Lord Clarendon. Deze prinselijke hofhouding werd door het leger van Oliver Cromwell steeds verder westwaarts gedreven, totdat het gezelschap in 1646 vanuit Cornwall overstak naar de Scilly-eilanden en vervolgens naar Jersey, dat een royalistisch bolwerk onder leiding van Sir George Carteret was. Tijdens deze tocht leerde hij schepen te besturen, hetgeen een levenslange hobby zou blijven: Karel was zeer in navigatie geïnteresseerd. Hij werd jong seksueel actief; zijn opvoedster, Lady Christabella Wyndham, ontmaagdde hem op zijn vijftiende, en hij zou zijn hele leven promiscue blijven. Zijn moeder trachtte hem zonder succes aan verschillende Franse aristocrates te koppelen, onder wie Anne Marie Louise van Orléans. In deze periode was hij echter meer in Lucy Walter geïnteresseerd, die in 1649 zijn bastaardzoon James Scott baarde.
Hoewel het parlement van Schotland Karel II uitriep tot koning van Groot-Brittannië en Ierland op 6 februari 1649, nam het Engelse parlement een statuut aan dat deze benoeming onwettig maakte. Deze periode staat bekend als het Engelse Gemenebest, waarbij de macht lag bij de Lord Protector Oliver Cromwell. Enkele kleinschalige opstanden van Cavaliers, vooral in het westen van Engeland, werden zonder problemen de kop ingedrukt.

## Ballingschap

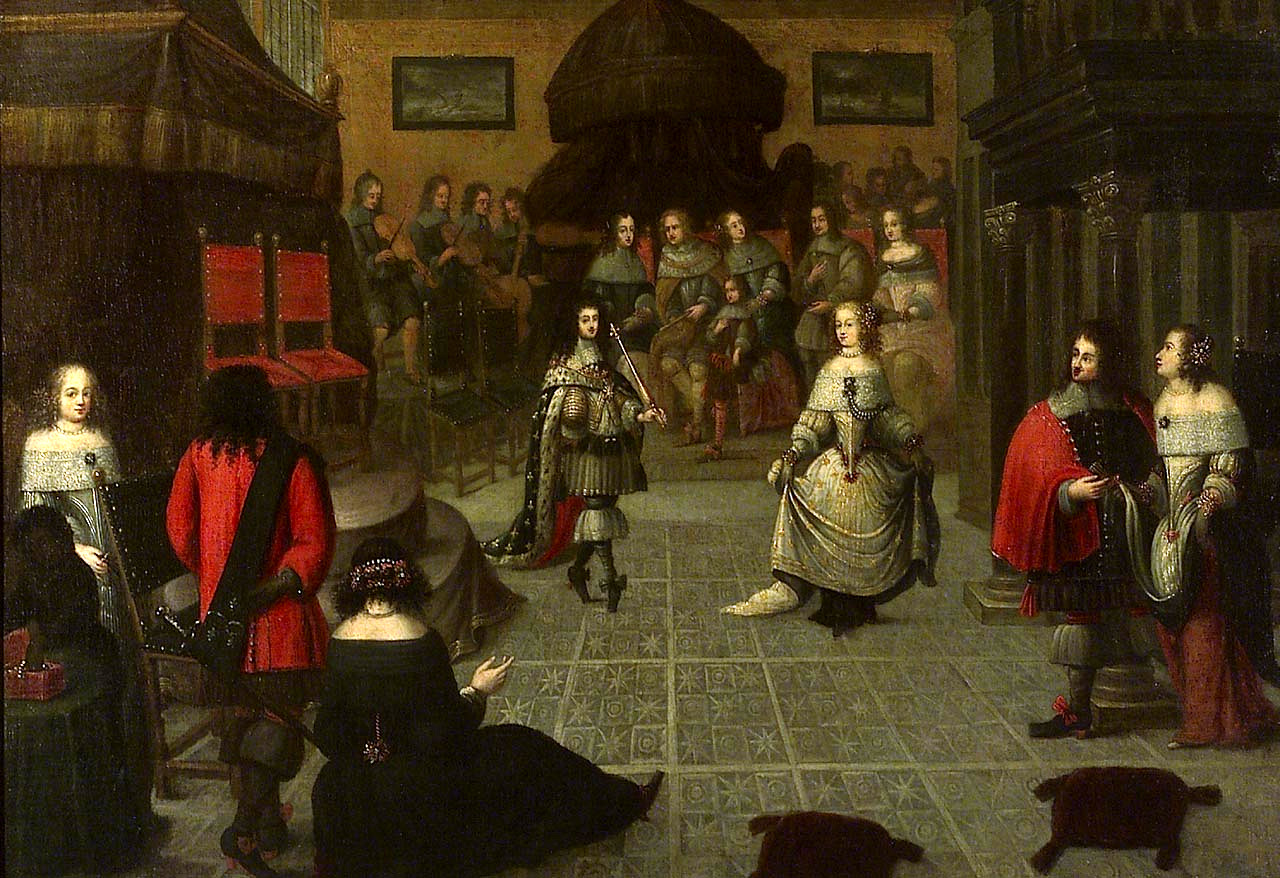
Karel II op een bal in Den Haag

Karel II zelf was in 1646, tijdens de burgeroorlog, naar Frankrijk gevlucht, maar onder druk van kardinaal Mazarin, die een verdrag met Cromwell had gesloten, werd hij het land uitgezet. Er volgde een periode van omzwervingen; de hofhouding bezocht Spa en Aken en verbleef een tijd in Keulen. Op deze rondreizen vertoefde een spion van Cromwell in hun midden, die de regering in Engeland informeerde over de precaire toestand van Karel II. Hij woonde, dankzij zijn zuster Maria Henriëtte Stuart die gehuwd was met stadhouder Willem II, enige tijd met zijn gezin in Den Haag. Daar liet hij zijn oog vallen op Henriëtte Catharina van Oranje, maar zijn verzoek om haar hand werd door haar moeder afgewezen. Lucy Walter kampte ondertussen met mentale gezondheidsproblemen en haar gedrag werd gênant voor het hof. Ze werd op een boot naar Engeland gezet; Cromwell wist echter niet wat hij met ‘Karel Stuarts vrouw van plezier’ moest aanvangen en stuurde haar terug. Zij overleed in 1658. De covenanters, die in Schotland de macht in handen hadden, erkenden hem als koning, op voorwaarde dat hij hun Presbyteriaanse Kerk zou erkennen en het presbyterianisme in Engeland zou verdedigen. Een groep Schotse gezanten bracht hem vanuit Den Haag naar Edinburgh. In 1650 werd hij in Schotland tot koning gekroond door Archibald Campbell, earl van Argyll. Zijn tijd in Schotland beviel hem niet. Het strenge regime waaraan de covenanters hem onderwierpen, werd hem te veel, en hij poogde ten minste één keer te ontsnappen (wat wel the Start wordt genoemd). In de slag bij Dunbar in 1650 dolf hij het onderspit tegen Cromwell. De covenanters gaven hem de schuld voor deze nederlaag: zijn geloof zou te zwak zijn. Argyll bleek het al spoedig goed met Cromwell te kunnen vinden; na de troonsbestijging in 1660 zou hij wegens hoogverraad terechtgesteld worden.
In 1651 viel hij met een samenraapsel van covenanters en royalisten vanuit Schotland Engeland binnen, maar Cromwell was te sterk; nadat hij de slag bij Worcester verloren had, was hij zes weken op de vlucht, totdat hij uiteindelijk naar Frankrijk kon ontsnappen. Later verbleef hij enige jaren in de Zuidelijke Nederlanden, laatstelijk (1660) in Breda, en eerder onder meer in Brugge (1656-1658), waar hij actief lid werd van diverse schuttersgilden. In Brugge was Catherine Pegge zijn vaste maîtresse. Zij beviel van Charles FitzCharles, die tot 1ste hertog van Plymouth werd verheven. De jaren 50 van de 17e eeuw bracht hij door in verveling en financiële moeilijkheden; op het politieke toneel gold hij als irrelevant. Cromwell werd door de Europese mogendheden in toenemende mate voor het legitieme staatshoofd van Engeland aangezien. Het nieuws van de dood van Cromwell bereikte hem terwijl hij in Hoogstraten een partijtje tennis speelde. De avonturen die hij tijdens zijn vlucht in 1651 had meegemaakt, bleef hij tot op zijn oude dag vertellen. Ze werden algauw na zijn troonsbestijging in boekvorm uitgegeven, en in 1680 dicteerde hij zijn belevenissen ook aan Samuel Pepys, die in 1660 ook deel had uitgemaakt van de delegatie die Karel van Scheveningen terug naar Engeland haalde.

## Restauratie van Huis Stuart

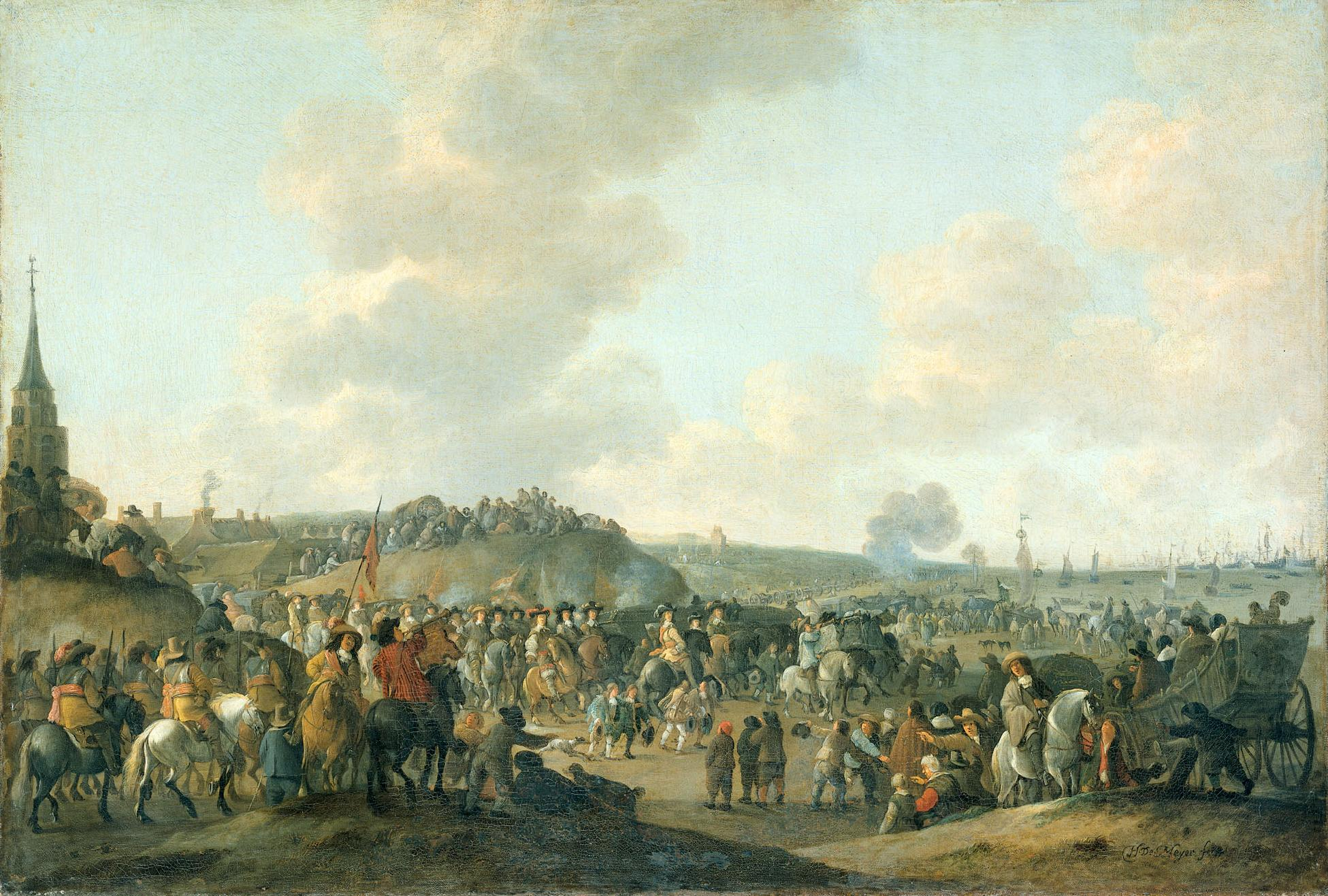
Karel II vertrekt vanaf het strand bij Scheveningen op 2 juni 1660, geschilderd door Hendrick de Meijer.

In 1660, na de dood van Cromwell, trok de militaire bevelhebber van Schotland, generaal Monck, op naar Londen, waar hij het Rump Parliament bijeenriep. In deze vergadering werd Karel teruggeroepen om de regering over te nemen, waarvoor hij ruime volmachten kreeg. Vanuit Scheveningen keerde hij naar Engeland terug; hij landde op 25 mei 1660 te Dover en bereikte Londen op 29 mei, zijn 30e verjaardag.
Karel en het parlement kondigden amnestie af voor de aanhangers van Cromwell in de Act of Indemnity and Oblivion, behalve voor 50 mannen. Negen van de verantwoordelijken voor de onthoofding van zijn vader liet hij hangen, trekken en vierendelen. Anderen werden opgesloten of levenslang uit hun ambt ontzet. De lichamen van Oliver Cromwell, Henry Ireton en John Bradshaw werden postuum onthoofd.
In november kreeg Karel bezoek van gezanten van de Staten-Generaal der Nederlanden. Ze brachten een groot geschenk, de zogenaamde Dutch Gift ter waarde van 600.000 gulden op advies van de Amsterdamse regenten Cornelis en Andries de Graeff, in de hoop op betere verhoudingen, minder inbeslagnames en mogelijk een afschaffing van de Acte van Navigatie.

## Huwelijk
Karel trouwde op 21 mei 1662 met de Portugese Catharina van Bragança, die hem trouw was, maar alleen miskramen had. Catharina was in 1663 bijna gestorven, wellicht aan peritonitis. Karel verwekte echter talloze onwettige kinderen van wie hij er veertien erkende, onder wie James Scott, hertog van Monmouth. Hij verwierf door zijn levensstijl dan ook de bijnaam 'de Vrolijke Koning'. Zijn favoriete minnaressen waren Barbara Palmer, hertogin van Cleveland, de actrice Nell Gwyn en een hofdame van zijn jongste zuster, Louise de Kérouaille. Palmer, ook bekend als lady Castlemaine, was zelf zeer promiscue en kreeg kinderen van verschillende mannen, waar Karel echter geen probleem mee leek te hebben. Door haar dominante houding en haar neiging zich in staatszaken te mengen viel ze echter langzamerhand uit de gratie, en in 1667 liet Karel haar vallen. Naast Nell Gwyn waren ook haar concurrente Moll Davis en de zangeres Mary Knight bedgenoten van de koning. Het kind waarvan hofdame Winifred Wells in 1662 beviel, zou eveneens van Karel zijn geweest. Van 1675 tot 1677 had hij een verhouding met Hortense Mancini, een nicht van Mazarin. Voorts sliep Karel met een onbekend aantal actrices en kunstenaressen, die hij na de voorstelling via een achterpoortje naar zijn kamer liet komen. Catharina was hiervan op de hoogte en tolereerde het stilzwijgend.
Zijn adviseurs trachtten hem te overreden tot hertrouwen toen duidelijk werd dat Catharina geen troonopvolger zou baren. Karel heeft echter altijd geweigerd van haar te scheiden. Toen een vervalst document circuleerde waaruit zou moeten blijken dat hij destijds met Lucy Walter gehuwd zou zijn geweest (een manoeuvre om James Scott’s aanspraak op de troon te legitimeren), zwoer hij in een openbare verklaring dat Catharina zijn enige rechtmatige echtgenote was. Hij was haar niet trouw, maar wel loyaal tegenover haar.

## Politiek beleid

Karel II

Met het verdwijnen van vader en zoon Cromwell en de macht van de puriteinen ging er een andere wind waaien in Engeland, die wel wordt aangeduid als Restauratie, die niet alleen slaat op het herstel van de monarchie, maar ook op een culturele opleving. De somberheid van de puriteinen maakte plaats voor meer vrolijkheid. De onder Cromwell gesloten theaters werden heropend, waarbij vrouwen zelfs het tot dan toe ongehoorde recht kregen op de planken te staan; satirici en andere scheppende kunstenaars kregen ongekende vrijheid van meningsuiting.
Maar er was een keerzijde. Karels eerste minister Edward Hyde, graaf van Clarendon, oefende een ware terreur uit op oppositieleden. De ontelbare bepalingen van de regering staan bekend als de "Clarendon Code". De conservatieve Clarendon was echter niet populair bij de nieuwe generatie hovelingen, en in 1667 werd hij uit de regering gemanoeuvreerd. In zijn plaats trad het CABAL-kabinet, met onder anderen de excentrieke Lord Buckingham. Karel had de gewoonte ministers tegen elkaar uit te spelen. Tijdens zijn regeringsperiode ontstond het tweepartijensysteem in Engeland. Karels broer, de hertog van York, was katholiek, hetgeen op veel weerstand stuitte bij de protestantse meerderheid in het parlement, aangezien Karel geen wettige kinderen had en de hertog derhalve voorbestemd was hem op te volgen. Dit leidde tot de opvolgingscrisis circa 1680. Lord Shaftesbury, die deel van de CABAL had uitgemaakt, werd eind jaren 70 een gezworen vijand van de koning, toen hij in het parlement de Exclusion Bill indiende, waarmee Karels zoon Monmouth als troonopvolger erkend moest worden. Karels late regering werd gekenmerkt door intriges en complotten, waaronder de Paapse samenzwering. Na 1681 kwamen onder Karel II geen parlementen meer bijeen. De laatste twee parlementen waren hem vijandig gezind geweest, en het ontbinden van het parlement was zijn koninklijk voorrecht. Dat betekende evenwel niet dat de oppositie verdween; in 1683 werd de Rye House-samenzwering verijdeld, waarin een aanslag op hem en zijn broer gepleegd zou zijn.
Karel gaf ook zeer veel geld uit, onder andere aan twee Engelse oorlogen tegen de Nederlandse Republiek, die niet veel goeds opleverden. Engeland had in zijn tijd met veel tegenslagen te kampen. In 1665 brak de pest uit, die veel slachtoffers eiste en het jaar daarop werd Londen geteisterd door de Grote Brand. Deze episode werd uitgebreid beschreven in het unieke dagboek van Samuel Pepys. In datzelfde jaar werd een belangrijk deel van de Britse vloot vernietigd door de Nederlandse vloot, onder leiding van Michiel de Ruyter en Cornelis de Witt tijdens de Tocht naar Chatham, die een sinds 1066 ongekende invasie vanaf het continent op Engels grondgebied betekende. De uitputting van de schatkist noopte hem in 1672, het ministerie van financiën een jaar lang te sluiten en alle rente te bevriezen (de Stop of the Exchequer). In 1670 sloot hij met Lodewijk XIV van Frankrijk het geheime Verdrag van Dover en in maart en april 1672 volgden oorlogsverklaringen aan de Republiek.

## Dood

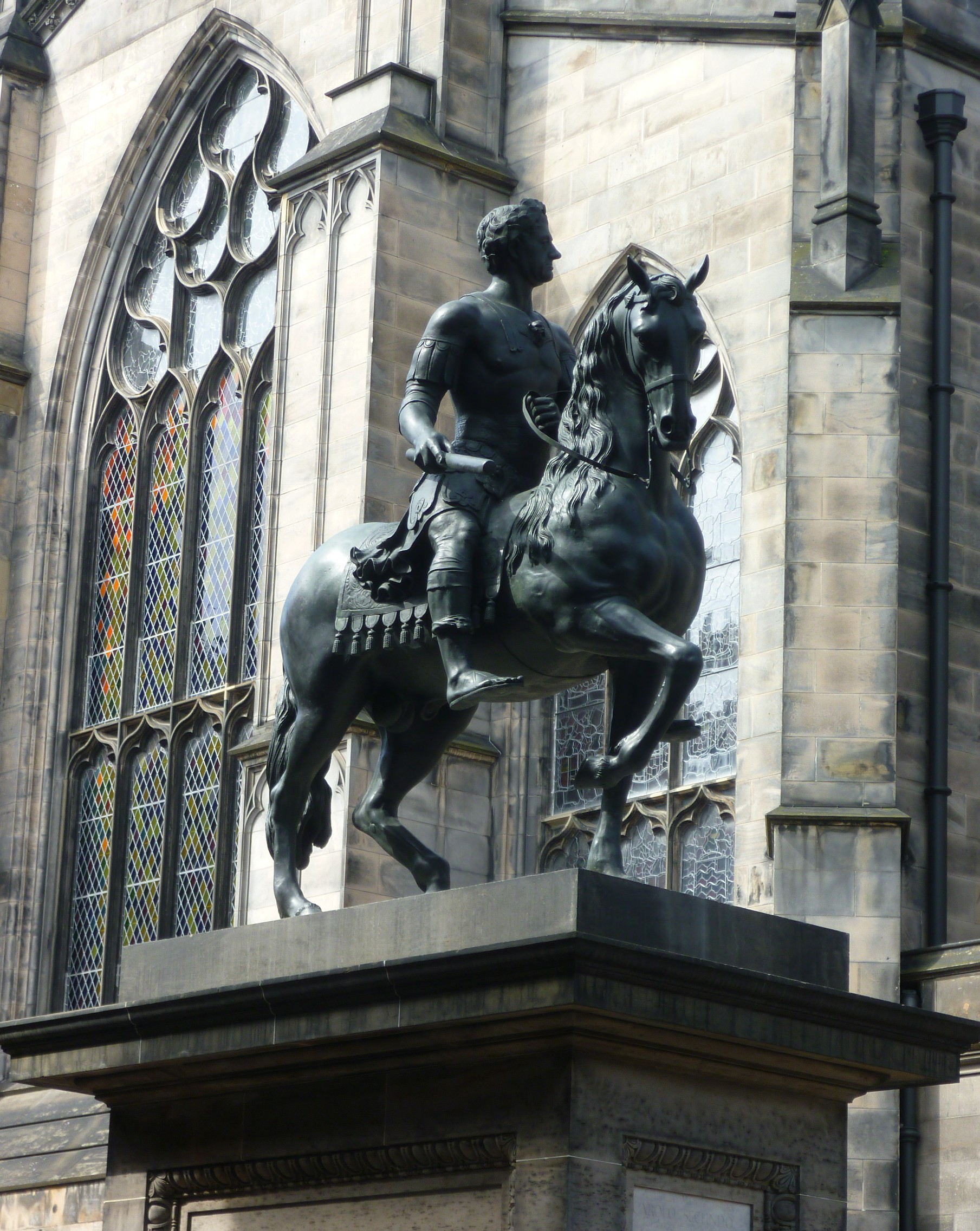
Standbeeld van Karel II als Julius Caesar in Edinburgh

Kort voor zijn dood bekeerde hij zich tot het katholicisme. Hij had reeds lang sympathie voor het katholicisme gehad; toen hij na de slag bij Worcester was ondergedoken, was John Huddleston een van diegenen geweest die hem verborgen hadden. Deze Huddleston was pastoor en had een uitzondering op de restricties voor katholieke geestelijken verkregen. Op zijn sterfbed weigerde Karel de anglicaanse sacramenten te ontvangen; zijn broer ontbood in plaats daarvan Huddleston, door wie hij zich in extremis liet bekeren. Overigens had hij deze bekering anno 1670 in het geheime Verdrag van Dover aan zijn neef Lodewijk XIV beloofd, en dat zijn invloedrijke minnares Louise de Kérouaille hem tot deze stap had bewogen, valt evenmin uit te sluiten.
Hij stierf op 6 februari 1685 na een lang ziekbed waarin zijn incompetente artsen hem aan bizarre en pijnlijke kuren onderworpen hadden. De aanvankelijke aanleiding kan een beroerte of hartinfarct geweest zijn; ook mogelijk is dat hij zichzelf in de loop der jaren geleidelijk vergiftigd had met chemische experimenten, waardoor nierfalen was opgetreden. Voor zijn geliefde Nell Gwyn liet hij op zijn sterfbed zijn broer beloven dat zij ‘niet zou verhongeren’, maar een royaal pensioen zou ontvangen. Bij zijn artsen verontschuldigde hij zich dat hij zo lang nodig had om te sterven. Hij werd begraven in de kapel van Hendrik VII in Westminster Abbey. Hij werd opgevolgd door zijn katholieke broer Jacobus II.

## Trivia
- Hij is de stichter van het Koninklijk Hospitaal van Chelsea.
- In 1680 heeft Karel II de ijskelder geïntroduceerd in Engeland. De eerste versie hiervan werd gebouwd in St. James's Park in Londen.
- Hij had een sterke wetenschappelijke belangstelling en was een actief deelnemer aan de vergaderingen van de Royal Society. Hij gaf de opdracht tot de bouw van het Koninklijk Observatorium van Greenwich.
- Hij was een kundig zeevaarder (Karel en zijn broer hielden racewedstrijden op de Theems) en hij stichtte de paardenmanege van Newmarket.
- Hij bezocht dikwijls het theater en hield van ritmische, opgewekte muziek; iets waar zijn hofcomponist Henry Purcell graag op inspeelde.
- Zijn favoriete literaire werk was het absurd-satirische epos Hudibras van Samuel Butler, dat hij gedeeltelijk uit het hoofd kon reciteren.
- Wanneer hij alleen sliep, lagen er steeds kingcharlesspaniëls in zijn bed. Ook tijdens ministervergaderingen waren zijn honden altijd van de partij.
- In zijn slaapkamer stonden verschillende klokken, die om het kwartier luidden. Ze waren echter niet synchroon afgesteld, hetgeen geregeld een kakofonie opleverde waar hij desondanks doorheen sliep.
- Hij stond rond vier uur ’s ochtends op en deed iedere dag aan sport.
- Er is één gedicht van hem bewaard, dat van matige kwaliteit is.
- Hij was zeer trots op een glazen zonnewijzer, die Lord Rochester echter in een dronken bui in de vernieling sloeg. Karel was zo woedend dat Rochester maandenlang naar het platteland moest vluchten.
- Tijdens een drinkgelag vroeg Karel Rochester om een epigram. Rochester improviseerde:

We have a pretty, witty king,

Whose word no man relies on,

Who never said a foolish thing,

Nor ever did a wise one.

Hierop antwoordde de koning: „Dat klopt, want mijn woorden zijn de mijne, maar mijn daden zijn die van mijn ministers.”

## Kwartierstaat (voorouders)
| Henry Stuart Darnley (1545-1567) | Henry Stuart Darnley (1545-1567) | Henry Stuart Darnley (1545-1567) | Henry Stuart Darnley (1545-1567) | Henry Stuart Darnley (1545-1567)   | Henry Stuart Darnley (1545-1567)   | Maria I van Schotland (1542-1587)  | Maria I van Schotland (1542-1587)  | Maria I van Schotland (1542-1587)  | Maria I van Schotland (1542-1587)  | Maria I van Schotland (1542-1587) | Maria I van Schotland (1542-1587) |                                   |                                   | Frederik II van Denemarken (1534-1588) | Frederik II van Denemarken (1534-1588) | Frederik II van Denemarken (1534-1588) | Frederik II van Denemarken (1534-1588) | Frederik II van Denemarken (1534-1588) | Frederik II van Denemarken (1534-1588) | Sophia van Mecklenburg-Güstrow (1557-1631) | Sophia van Mecklenburg-Güstrow (1557-1631) | Sophia van Mecklenburg-Güstrow (1557-1631) | Sophia van Mecklenburg-Güstrow (1557-1631) | Sophia van Mecklenburg-Güstrow (1557-1631) | Sophia van Mecklenburg-Güstrow (1557-1631) |                                     |                                     | Anton van Bourbon (1518-1562)       | Anton van Bourbon (1518-1562)       | Anton van Bourbon (1518-1562) | Anton van Bourbon (1518-1562) | Anton van Bourbon (1518-1562)        | Anton van Bourbon (1518-1562)        | Johanna van Albret (1528-1572)       | Johanna van Albret (1528-1572)       | Johanna van Albret (1528-1572)       | Johanna van Albret (1528-1572)       | Johanna van Albret (1528-1572)            | Johanna van Albret (1528-1572)            |                                           |                                           | Francesco I de' Medici (1541-1587)        | Francesco I de' Medici (1541-1587)        | Francesco I de' Medici (1541-1587)      | Francesco I de' Medici (1541-1587)      | Francesco I de' Medici (1541-1587) | Francesco I de' Medici (1541-1587) | Johanna van Oostenrijk (1547-1578) | Johanna van Oostenrijk (1547-1578) | Johanna van Oostenrijk (1547-1578) | Johanna van Oostenrijk (1547-1578) | Johanna van Oostenrijk (1547-1578) | Johanna van Oostenrijk (1547-1578) |  |  |  |  |  |  |  |  |  |  |  |  |  |  |  |  |  |  |  |  |  |  |  |  |  |  |  |  |  |  |  |  |  |  |  |  |  |  |  |  |  |  |  |  |  |  |  |  |
| Henry Stuart Darnley (1545-1567) | Henry Stuart Darnley (1545-1567) | Henry Stuart Darnley (1545-1567) | Henry Stuart Darnley (1545-1567) | Henry Stuart Darnley (1545-1567)   | Henry Stuart Darnley (1545-1567)   | Maria I van Schotland (1542-1587)  | Maria I van Schotland (1542-1587)  | Maria I van Schotland (1542-1587)  | Maria I van Schotland (1542-1587)  | Maria I van Schotland (1542-1587) | Maria I van Schotland (1542-1587) |                                   |                                   | Frederik II van Denemarken (1534-1588) | Frederik II van Denemarken (1534-1588) | Frederik II van Denemarken (1534-1588) | Frederik II van Denemarken (1534-1588) | Frederik II van Denemarken (1534-1588) | Frederik II van Denemarken (1534-1588) | Sophia van Mecklenburg-Güstrow (1557-1631) | Sophia van Mecklenburg-Güstrow (1557-1631) | Sophia van Mecklenburg-Güstrow (1557-1631) | Sophia van Mecklenburg-Güstrow (1557-1631) | Sophia van Mecklenburg-Güstrow (1557-1631) | Sophia van Mecklenburg-Güstrow (1557-1631) |                                     |                                     | Anton van Bourbon (1518-1562)       | Anton van Bourbon (1518-1562)       | Anton van Bourbon (1518-1562) | Anton van Bourbon (1518-1562) | Anton van Bourbon (1518-1562)        | Anton van Bourbon (1518-1562)        | Johanna van Albret (1528-1572)       | Johanna van Albret (1528-1572)       | Johanna van Albret (1528-1572)       | Johanna van Albret (1528-1572)       | Johanna van Albret (1528-1572)            | Johanna van Albret (1528-1572)            |                                           |                                           | Francesco I de' Medici (1541-1587)        | Francesco I de' Medici (1541-1587)        | Francesco I de' Medici (1541-1587)      | Francesco I de' Medici (1541-1587)      | Francesco I de' Medici (1541-1587) | Francesco I de' Medici (1541-1587) | Johanna van Oostenrijk (1547-1578) | Johanna van Oostenrijk (1547-1578) | Johanna van Oostenrijk (1547-1578) | Johanna van Oostenrijk (1547-1578) | Johanna van Oostenrijk (1547-1578) | Johanna van Oostenrijk (1547-1578) |  |  |  |  |  |  |  |  |  |  |  |  |  |  |  |  |  |  |  |  |  |  |  |  |  |  |  |  |  |  |  |  |  |  |  |  |  |  |  |  |  |  |  |  |  |  |  |  |
|                                  |                                  |                                  |                                  |                                    |                                    |                                    |                                    |                                    |                                    |                                   |                                   |                                   |                                   |                                        |                                        |                                        |                                        |                                        |                                        |                                            |                                            |                                            |                                            |                                            |                                            |                                     |                                     |                                     |                                     |                               |                               |                                      |                                      |                                      |                                      |                                      |                                      |                                           |                                           |                                           |                                           |                                           |                                           |                                         |                                         |                                    |                                    |                                    |                                    |                                    |                                    |                                    |                                    |  |  |  |  |  |  |  |  |  |  |  |  |  |  |  |  |  |  |  |  |  |  |  |  |  |  |  |  |  |  |  |  |  |  |  |  |  |  |  |  |  |  |  |  |  |  |  |  |
|                                  |                                  |                                  |                                  | Jacobus I van Engeland (1566-1625) | Jacobus I van Engeland (1566-1625) | Jacobus I van Engeland (1566-1625) | Jacobus I van Engeland (1566-1625) | Jacobus I van Engeland (1566-1625) | Jacobus I van Engeland (1566-1625) |                                   |                                   |                                   |                                   |                                        |                                        | Anna van Denemarken (1574-1619)        | Anna van Denemarken (1574-1619)        | Anna van Denemarken (1574-1619)        | Anna van Denemarken (1574-1619)        | Anna van Denemarken (1574-1619)            | Anna van Denemarken (1574-1619)            |                                            |                                            |                                            |                                            |                                     |                                     |                                     |                                     |                               |                               | Hendrik IV van Frankrijk (1553-1610) | Hendrik IV van Frankrijk (1553-1610) | Hendrik IV van Frankrijk (1553-1610) | Hendrik IV van Frankrijk (1553-1610) | Hendrik IV van Frankrijk (1553-1610) | Hendrik IV van Frankrijk (1553-1610) |                                           |                                           |                                           |                                           |                                           |                                           | Maria de' Medici (1575-1642)            | Maria de' Medici (1575-1642)            | Maria de' Medici (1575-1642)       | Maria de' Medici (1575-1642)       | Maria de' Medici (1575-1642)       | Maria de' Medici (1575-1642)       |                                    |                                    |                                    |                                    |  |  |  |  |  |  |  |  |  |  |  |  |  |  |  |  |  |  |  |  |  |  |  |  |  |  |  |  |  |  |  |  |  |  |  |  |  |  |  |  |  |  |  |  |  |  |  |  |
|                                  |                                  |                                  |                                  | Jacobus I van Engeland (1566-1625) | Jacobus I van Engeland (1566-1625) | Jacobus I van Engeland (1566-1625) | Jacobus I van Engeland (1566-1625) | Jacobus I van Engeland (1566-1625) | Jacobus I van Engeland (1566-1625) |                                   |                                   |                                   |                                   |                                        |                                        | Anna van Denemarken (1574-1619)        | Anna van Denemarken (1574-1619)        | Anna van Denemarken (1574-1619)        | Anna van Denemarken (1574-1619)        | Anna van Denemarken (1574-1619)            | Anna van Denemarken (1574-1619)            |                                            |                                            |                                            |                                            |                                     |                                     |                                     |                                     |                               |                               | Hendrik IV van Frankrijk (1553-1610) | Hendrik IV van Frankrijk (1553-1610) | Hendrik IV van Frankrijk (1553-1610) | Hendrik IV van Frankrijk (1553-1610) | Hendrik IV van Frankrijk (1553-1610) | Hendrik IV van Frankrijk (1553-1610) |                                           |                                           |                                           |                                           |                                           |                                           | Maria de' Medici (1575-1642)            | Maria de' Medici (1575-1642)            | Maria de' Medici (1575-1642)       | Maria de' Medici (1575-1642)       | Maria de' Medici (1575-1642)       | Maria de' Medici (1575-1642)       |                                    |                                    |                                    |                                    |  |  |  |  |  |  |  |  |  |  |  |  |  |  |  |  |  |  |  |  |  |  |  |  |  |  |  |  |  |  |  |  |  |  |  |  |  |  |  |  |  |  |  |  |  |  |  |  |
|                                  |                                  |                                  |                                  |                                    |                                    |                                    |                                    |                                    |                                    | Karel I van Engeland (1600-1649)  | Karel I van Engeland (1600-1649)  | Karel I van Engeland (1600-1649)  | Karel I van Engeland (1600-1649)  | Karel I van Engeland (1600-1649)       | Karel I van Engeland (1600-1649)       |                                        |                                        |                                        |                                        |                                            |                                            |                                            |                                            |                                            |                                            |                                     |                                     |                                     |                                     |                               |                               |                                      |                                      |                                      |                                      |                                      |                                      | Henriëtta Maria van Frankrijk (1609-1669) | Henriëtta Maria van Frankrijk (1609-1669) | Henriëtta Maria van Frankrijk (1609-1669) | Henriëtta Maria van Frankrijk (1609-1669) | Henriëtta Maria van Frankrijk (1609-1669) | Henriëtta Maria van Frankrijk (1609-1669) |                                         |                                         |                                    |                                    |                                    |                                    |                                    |                                    |                                    |                                    |  |  |  |  |  |  |  |  |  |  |  |  |  |  |  |  |  |  |  |  |  |  |  |  |  |  |  |  |  |  |  |  |  |  |  |  |  |  |  |  |  |  |  |  |  |  |  |  |
|                                  |                                  |                                  |                                  |                                    |                                    |                                    |                                    |                                    |                                    | Karel I van Engeland (1600-1649)  | Karel I van Engeland (1600-1649)  | Karel I van Engeland (1600-1649)  | Karel I van Engeland (1600-1649)  | Karel I van Engeland (1600-1649)       | Karel I van Engeland (1600-1649)       |                                        |                                        |                                        |                                        |                                            |                                            |                                            |                                            |                                            |                                            |                                     |                                     |                                     |                                     |                               |                               |                                      |                                      |                                      |                                      |                                      |                                      | Henriëtta Maria van Frankrijk (1609-1669) | Henriëtta Maria van Frankrijk (1609-1669) | Henriëtta Maria van Frankrijk (1609-1669) | Henriëtta Maria van Frankrijk (1609-1669) | Henriëtta Maria van Frankrijk (1609-1669) | Henriëtta Maria van Frankrijk (1609-1669) |                                         |                                         |                                    |                                    |                                    |                                    |                                    |                                    |                                    |                                    |  |  |  |  |  |  |  |  |  |  |  |  |  |  |  |  |  |  |  |  |  |  |  |  |  |  |  |  |  |  |  |  |  |  |  |  |  |  |  |  |  |  |  |  |  |  |  |  |
|                                  |                                  |                                  |                                  |                                    |                                    |                                    |                                    |                                    |                                    |                                   |                                   |                                   |                                   |                                        |                                        |                                        |                                        |                                        |                                        |                                            |                                            |                                            |                                            |                                            |                                            |                                     |                                     |                                     |                                     |                               |                               |                                      |                                      |                                      |                                      |                                      |                                      |                                           |                                           |                                           |                                           |                                           |                                           |                                         |                                         |                                    |                                    |                                    |                                    |                                    |                                    |                                    |                                    |  |  |  |  |  |  |  |  |  |  |  |  |  |  |  |  |  |  |  |  |  |  |  |  |  |  |  |  |  |  |  |  |  |  |  |  |  |  |  |  |  |  |  |  |  |  |  |  |
|                                  |                                  |                                  |                                  |                                    |                                    |                                    |                                    |                                    |                                    |                                   |                                   |                                   |                                   |                                        |                                        |                                        |                                        |                                        |                                        |                                            |                                            |                                            |                                            |                                            |                                            |                                     |                                     |                                     |                                     |                               |                               |                                      |                                      |                                      |                                      |                                      |                                      |                                           |                                           |                                           |                                           |                                           |                                           |                                         |                                         |                                    |                                    |                                    |                                    |                                    |                                    |                                    |                                    |  |  |  |  |  |  |  |  |  |  |  |  |  |  |  |  |  |  |  |  |  |  |  |  |  |  |  |  |  |  |  |  |  |  |  |  |  |  |  |  |  |  |  |  |  |  |  |  |
| Karel Jacobus Stuart (1629-1629) | Karel Jacobus Stuart (1629-1629) | Karel Jacobus Stuart (1629-1629) | Karel Jacobus Stuart (1629-1629) | Karel Jacobus Stuart (1629-1629)   | Karel Jacobus Stuart (1629-1629)   |                                    |                                    | Karel II van Engeland (1630-1685)  | Karel II van Engeland (1630-1685)  | Karel II van Engeland (1630-1685) | Karel II van Engeland (1630-1685) | Karel II van Engeland (1630-1685) | Karel II van Engeland (1630-1685) |                                        |                                        | Maria Henriëtte Stuart (1631−1660)     | Maria Henriëtte Stuart (1631−1660)     | Maria Henriëtte Stuart (1631−1660)     | Maria Henriëtte Stuart (1631−1660)     | Maria Henriëtte Stuart (1631−1660)         | Maria Henriëtte Stuart (1631−1660)         |                                            |                                            | Jacobus II van Engeland (1633-1701)        | Jacobus II van Engeland (1633-1701)        | Jacobus II van Engeland (1633-1701) | Jacobus II van Engeland (1633-1701) | Jacobus II van Engeland (1633-1701) | Jacobus II van Engeland (1633-1701) |                               |                               | Hendrik Stuart (1640-1660)           | Hendrik Stuart (1640-1660)           | Hendrik Stuart (1640-1660)           | Hendrik Stuart (1640-1660)           | Hendrik Stuart (1640-1660)           | Hendrik Stuart (1640-1660)           |                                           |                                           | Henriëtta Anne van Engeland (1644-1670)   | Henriëtta Anne van Engeland (1644-1670)   | Henriëtta Anne van Engeland (1644-1670)   | Henriëtta Anne van Engeland (1644-1670)   | Henriëtta Anne van Engeland (1644-1670) | Henriëtta Anne van Engeland (1644-1670) |                                    |                                    | 3 jong overleden zusters           | 3 jong overleden zusters           | 3 jong overleden zusters           | 3 jong overleden zusters           | 3 jong overleden zusters           | 3 jong overleden zusters           |  |  |  |  |  |  |  |  |  |  |  |  |  |  |  |  |  |  |  |  |  |  |  |  |  |  |  |  |  |  |  |  |  |  |  |  |  |  |  |  |  |  |  |  |  |  |  |  |

- Bibsys: 1512647520876
- Biblioteca Nacional de España: XX1139384
- Bibliothèque nationale de France: cb131970876 (data)
- Catàleg d'autoritats de noms i títols de Catalunya: 981058614658206706
- Digitale Bibliotheek voor de Nederlandse Letteren: kare010
- Gemeinsame Normdatei: 118560042
- International Standard Name Identifier: 0000 0001 1867 5506
- Library of Congress Control Number: n79074258
- Nationale Bibliotheek van Letland: 000205947
- MusicBrainz: 4cbc8c47-ea88-43be-99a0-ba7b0e20d698
- Nationale Bibliotheek van Tsjechië: xx0008556
- Nationale bibliotheek van Australië: 35200267
- Nationale Bibliotheek van Israël: 987007259760805171
- Nationale Bibliotheek van Polen: a0000001186383
- Nederlandse Thesaurus van Auteursnamen: 070394695
- Réseau des bibliothèques de Suisse occidentale: 02-A012349451
- RKD-Nederlands Instituut voor Kunstgeschiedenis: 459075
- Istituto Centrale per il Catalogo Unico: VEAV045729
- LIBRIS: 205607
- SNAC: w69p3193
- Système universitaire de documentation: 027292770
- Museum of New Zealand Te Papa Tongarewa: 65886
- Trove: 862014
- Union List of Artist Names: 500247094
- Virtual International Authority File: 88984774
- WorldCat: E39PBJcwwT8MkkWDbQvXY4RYfq